# Анантнаг
Анантнаг (кашмірі: अनन्तनाग/ اننتناگ /Anaṁtnāg/, значення обитель джерел та озер, також Ісламабад) — місто та муніципалітет в окрузі Анантнаг території Джамму та Кашмір (Індія). Довго було другим за величиною в штаті, останнім часом дуже зросла площа. Вважається торговим та фінансовим центром Кашмірської долини.
Центр однойменного округу.

## Етимологія
Стародавні міфи свідчать, місцевість отримала назву «Анант Наг», оскільки Пан Шива на своєму шляху до Амарнатху залишав на дорозі свої речі і на місці міста він зняв із себе й поклав на землю безліч змій, які мешкали на Шиві.
Місто згадано у Бгаґавад-Ґіті. Стародавні легенди згадують стародавній клан Нага і Пишачів. Можливо, наги та пишачі колись справді населяли ці місця та ворогували з ведичними аріями.
Місто також називали Каш'яптешвара і пов'язували з ріші Каш'япою.
Про друге ім'я можна дізнатися із літописів Кашміру. Ісламабадом місто назвав Іслам Хан — губернатор Кашміру при моголах 1663 року н. е., але вже за правління магараджі Гулаба Сінґха місту повернули колишню назву Анантнаг, яка давно прижилася в народі.
«Анант» означає «численний» у санскриті та «нага» — «джерело» у кашмірській мові. І люди почали вважати, що Анантнаг означає «численні джерела». У місті справді є джерела Наг Бал, Салак Наг та Малік Наг.
Складно сказати, яка з гіпотез правильна, але Стейн і Кальхана свідчили, що джерела в центрі міста були священним місцем для мешканців околиць, а в Нілмат Пурані йдеться про поклоніння джерелам Анантнага.

## Історія
Археологи свідчать, що за 5000 років до н. е. на місці міста існувало поселення та ринок. Цей факт робить Анантнаг одним із найдавніших міст регіону.

## Святі місця